# Gordon Norrie
Gordon Norrie (født 6. maj 1855 i Helsingør, død 11. oktober 1941) var en dansk militærlæge og medicinhistoriker.
Norrie blev cand. med. 1880 og studerede øjensygdomme specielt. Han blev reservelæge ved Garnisons sygehus 1882—83, korpslæge 1891, overlæge 1907, stabslæge 1911—20. Han ledede Garnisons sygehus øjenklinik 1894—1911, var dettes chef 1911—20 og var formand for Militærlægeforeningen 1913—18. Norrie var tillige dekanatssekretær i Sundhedskollegiet 1901—09 og næstformand for Sundhedsstyrelsen 1909. Som forfatter af medicinhistoriske arbejder har Norrie været meget flittig. Okulister og Oftalmologer i gamle Dage (1893) blev grundlæggende for studiet af landefareriet i Danmark, og i Georg Heuermann 1723—68 (1891) henledte han opmærksomheden på en mand, der i mangt og meget havde været forud for sin tid. I en mængde artikler har Norrie behandlet fakultetsspørgsmål, for eksempel jødernes kamp for adgangen til universitetet og den medicinske doktorgrad (1892), jordemodervæsenets udvikling før Jordemoderkommissionen af 1714 (1895), Jus practicandi og mange andre. Hans bidrag til landets medicinske institutionshistorie (Sundhedskollegiet, de militære sygehuse, Københavns Hospitaler, Garnisons sygehus etc.) har blivende betydning som kildeskrifter, navnlig Københavns Garnisonssygehus 1818—1918 (1918) og Kirurgisk Akademis Historie (3 bind, 1896, 1923). Af et par populære arbejder Vore Børns Øjne, 1894, og Hvad Doktoren fortalte Jens om, hvordan han skulde holde sig rask i Tjenesten (2. oplag 1894) er det sidstnævnte oversat til svensk og af regeringen uddelt i stor mængde til soldaterne. Norrie afgik fra Sundhedsstyrelsen 1927. Han blev formand for Dansk medicinsk-historisk Selskab 1928 og Dr. med. h. c. ved Københavns Universitet 1929.